# 291 (tal)
291 är det naturliga talet som följer 290 och som följs av 292.

## Inom vetenskapen
- 291 Alice, en asteroid.

## Inom matematiken
- 291 är ett udda tal.
- 291 är ett semiprimtal
- 291 är ett ikosihenagontal.

## Samhälle
- 0291 är riktnummer till Österfärnebo